# كنائس زيلينتشوك
تقع كنائس زيلينتشوك أو كنائس أرخيز السفلى في المحمية الأثرية لأرخيز السفلى التي تمتد لأربعة كيلومترات حول أنقاض نيجنييرخيزسكو غوروديشيش بالقرب من أرخيز، قراتشاي - تشيركيسيا، الاتحاد الروسي. تم تعريف الموقع مبدئيًا على أنه عاصمة مملكة ألانيا التي يرجع تاريخها إلى العصور الوسطى، وهي دولة مسيحية دمرتها جيوش مونكو خان في القرن الثالث عشر.

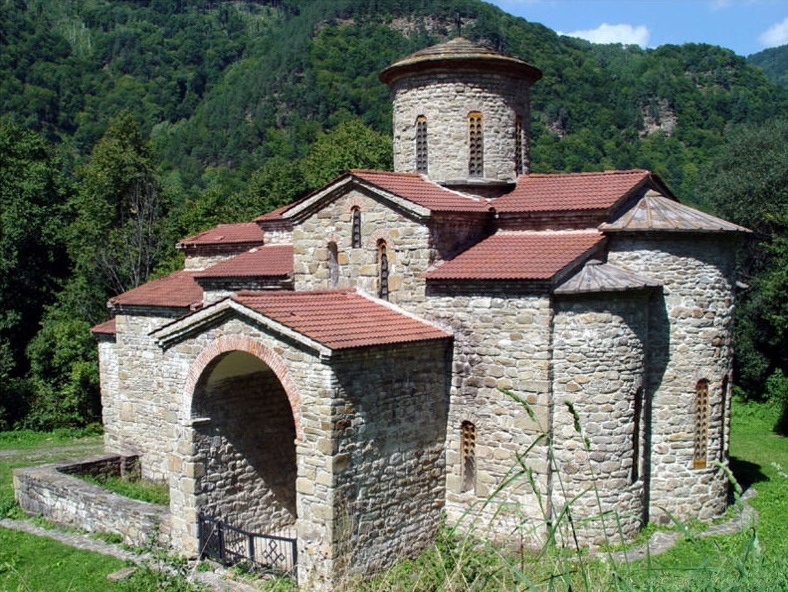
كنيسة زيلينتشوك الشمالية
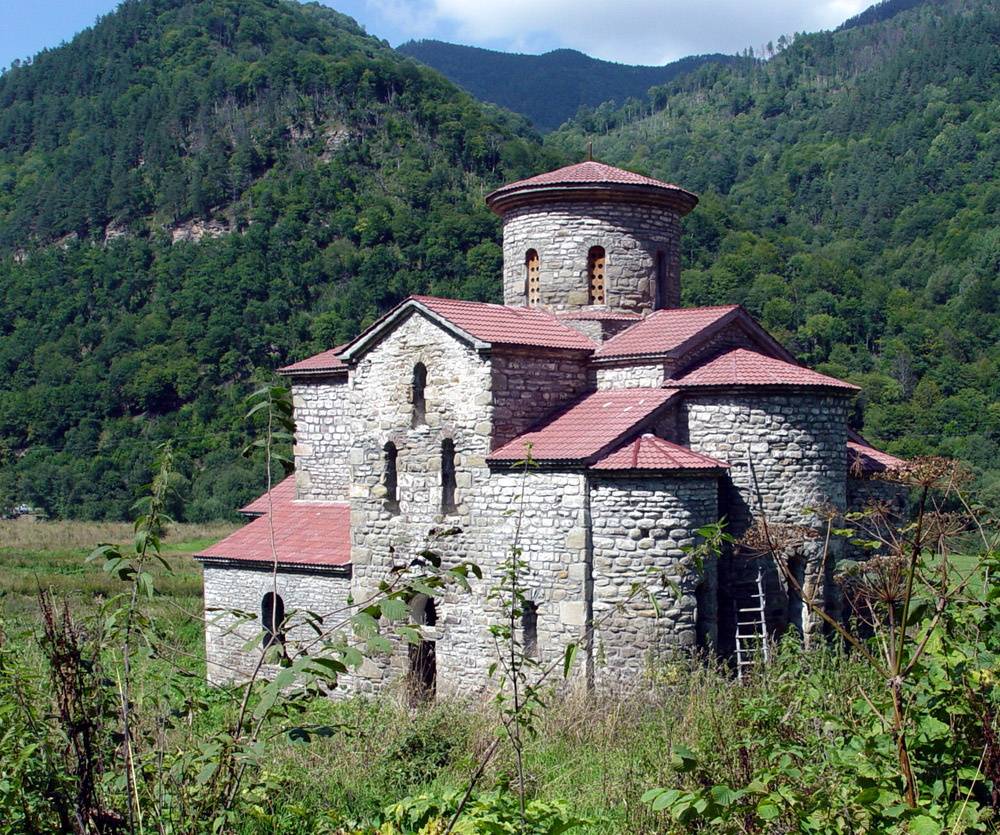
كنيسة زيلينتشوك الوسطى
كنيسة زيلينتشوك الجنوبية